# Mutations (film, 1974)
Pour les articles homonymes, voir Mutations.
Pour plus de détails, voir Fiche technique et Distribution.
Mutation sous-titré Le Monstre dénaturé (The Mutations) est un film de science-fiction horrifique américano-britannique réalisé par Jack Cardiff, sorti en 1974.

## Synopsis
Un savant prend ses étudiants comme cobayes pour ses expériences de croisements de plantes et d'êtres humains.

## Fiche technique
- Titre français : Mutations ou Le Monstre dénaturé[1]
- Titre original : The Mutations ou The Freak ou The Freakmaker
- Réalisation : Jack Cardiff
- Scénario : Edward Mann et Robert D. Weinbach
- Production : J. Ronald Getty, Brad Harris, Herbert G. Luft et Robert D. Weinbach
- Sociétés de production : Cyclone et Getty Pictures Corp.
- Musique : Basil Kirchin
- Photographie : Paul Beeson
- Montage : John Trumper
- Direction artistique : Herbert Smith
- Pays de production :  Royaume-Uni -  États-Unis
- Format : Couleurs - 1,85:1 - Mono - 35 mm
- Genre : film de science-fiction horrifique
- Durée : 92 minutes
- Dates de sortie : 
  - États-Unis : 25 septembre 1974
  - Royaume-Uni : octobre 1974
  - France : 22 octobre 1975

## Distribution
- Donald Pleasence : le professeur Nolter
- Tom Baker : Lynch
- Brad Harris : Brian Redford
- Julie Ege : Hedi
- Michael Dunn : Burns
- Scott Antony : Tony
- Jill Haworth : Lauren
- Olga Anthony : Bridget
- Lisa Collings : la prostituée
- Joan Scott : la propriétaire
- Toby Lennon : Tramp
- John Wireford : le policier
- Eithne Dunne : l'infirmière
- Tony Mayne : le nain Tony
- Molly Tweedlie : la naine Molly

## Autour du film
- Mutations est le dernier film réalisé par le célèbre chef opérateur Jack Cardiff.
- Pour le rôle du professeur Nolter, la production avait tout d'abord pensé à l'acteur Vincent Price, mais ne réussit pas à conclure un accord avec son agent.
- Le film sortit en salle aux États-Unis et au Royaume-Uni sous le titre The Mutations, contre la volonté du producteur et scénariste Robert D. Weinbach qui souhaitait l'intituler The Freakmaker. Il est sorti en France sous le titre Mutations, le monstre dénaturé en 1975.
- Les scènes de plantes poussant en accéléré montrées dans le générique sont l'œuvre de Ken Middleham, qui était déjà responsable des séquences d'insectes dans Phase IV (1974).